# Ursula Erber
Ursula Erber, bürgerlich Ursula Erber-Heitel, (* 5. April 1934 in München) ist eine deutsche Schauspielerin.

## Leben
Sie wuchs in Obermenzing auf. Nach dem Abitur machte sie an der Otto-Falckenberg-Schule in München eine Schauspielausbildung. Anschließend hatte sie verschiedene Theater-Engagements, unter anderem am Deutschen Schauspielhaus Hamburg, am Bayerischen Staatsschauspiel München und an den Kammerspielen München. Seit 2007 spielt sie eine Hauptrolle in der Fernsehserie Dahoam is Dahoam des Bayerischen Rundfunks.
Ursula Erber lebt in Stockdorf in Bayern. Ihr Ehemann starb 2017.

## Wirken

### Theater
Seit 1954 hatte Erber Theater-Engagements an folgenden Bühnen:
- Altes Schauspielhaus Stuttgart
- Hessisches Staatstheater Wiesbaden
- Deutsches Schauspielhaus Hamburg
- Bayerisches Staatsschauspiel München
- Kammerspiele München

### Filmografie (Auswahl)
- 1959: Das letzte Aufgebot (Fernsehfilm)
- 1965: Die Verfolgung und Ermordung Jean Paul Marats (Fernsehfilm)
- 1966: Theater und Gesellschaft – Rollenbilder im Wandel der Jahrhunderte (Fernsehserie, 1 Folge)
- 1972: Blutiger Freitag
- 1972: Privatdetektiv Frank Kross (Fernsehserie, Folge Kopf der Cleopatra)
- 1972: Mein Bruder – Der Herr Doktor Berger (Fernsehserie, 2 Folgen)
- 1972: 8051 Grinning (Fernsehfilm)
- 1973: Fußballtrainer Wulff (Fernsehserie, 1 Folge)
- 1975: Mordkommission (Fernsehserie, 1 Folge)
- 1975: Bitte keine Polizei (Fernsehserie, 1 Folge)
- 1975: Dein gutes Recht (Fernsehserie, 13 Folgen)
- 1982: Ein Stück von Euch (Fernsehserie, 1 Folge)
- 1984: Wassa Schelesnowa (Fernsehfilm)
- 1986: Ein Stück aus ihrem Leben (Fernsehserie, 1 Folge)
- 1989: Pole Poppenspäler (Fernsehfilm)
- 2000: Der große Lauschangriff
- 1998: Dr. Stefan Frank – Der Arzt, dem die Frauen vertrauen – Und bist Du nicht willig (Fernsehserie)
- 2001: Dr. Stefan Frank – Der Arzt, dem die Frauen vertrauen – Die Entführung (Fernsehserie)
- 2006: München 7 (Fernsehserie, 2 Folgen)
- 2007: Die Rosenheim-Cops – Liebe bis zum Ende (Fernsehserie)
- seit 2007: Dahoam is Dahoam, seit Folge 1 (Fernsehserie)
- 2010: Herzklopfen in Lansing (Dahoam is Dahoam Serienspecial in Spielfilmlänge)
- 2019: Komödienstadel – Ein Bayer in der Unterwelt